# Jelica Komnenović
Jelica Komnenović (in serbo Јелица Комненовић?; Foča, 20 aprile 1960) è un'ex cestista jugoslava.

## Carriera
Con la Jugoslavia ha disputato due edizioni dei Giochi olimpici (Mosca 1980, Los Angeles 1984), i Campionati mondiali del 1983 e cinque edizioni dei Campionati europei (1980, 1981, 1983, 1985, 1987).